# Problema da barganha
O Problema da Barganha ou também conhecido Problema da Negociação é uma teoria de John Forbes Nash Jr., vencedor do Prémio de Ciências Económicas em Memória de Alfred Nobel, publicada em 1950 na revista The Econometric Society.
Nash distingue dois tipos de jogos: os cooperativos e os não cooperativos. Os jogos cooperativos são aqueles em que os agentes comunicam entre si com vista a encontrarem uma solução. Os não cooperativos são aqueles em que os agentes não comunicam entre si de nenhuma forma. Cada um toma uma decisão sem conhecer a decisão do seu adversário. O jogo não cooperativo mais conhecido é o do dilema do prisioneiro. Através deste jogo, podemos facilmente entender o conceito de "equilíbrio de Nash".
O problema da barganha ou da negociação resume-se na seguinte ideia: existe fundamento para uma negociação quando pelo menos dois agentes têm a possibilidade de aumentar o seu estado de satisfação caso cheguem a um acordo entre eles. Por exemplo, suponha-se que existem 100 dólares para repartir entre duas pessoas, que não têm qualquer tipo de empatia entre si, sentido de justiça ou de equidade. Qualquer um dos agentes tem incentivo a solicitar o maior valor possível. Ambos poderão fazer propostas de divisão dos 100 dólares. No entanto, enquanto ambos os agentes não chegarem a um acordo, nenhum deles recebe nada.
Nash faz uma formulação matemática deste problema, que ignora quaisquer efeitos casuísticos do resultado da negociação. À partida poderíamos argumentar que qualquer solução que atribuísse a um agente mais do que zero euros e menos do que 100 era uma solução deste jogo, pois ambos ficariam numa melhor situação do que aquela em que se encontravam antes de chegar ao acordo. No entanto, Nash formula um conceito de solução diferente. O modelo de negociação de Nash assenta sob o pressuposto de um grau muito elevado de racionalidade dos dois agentes e na ideia que os agentes tentarão encontrar uma solução que satisfaça ambas as partes, de modo a que as negociações não continuem infinitamente. 
De modo a encontrar uma única solução, Nash formula o seu modelo de negociação com base em quatro axiomas.
Seja N = {1,2}, os agentes envolvidos na negociação, S ⊂ RN o conjunto de todos os pares possíveis de utilidade esperada, ξ = (ξ1, ξ2) ∈ S os níveis de utilidade obtidos por cada um dos agentes se estes não chegarem a um acordo. Nash define um problema de negociação como um conjunto qualquer (S, ξ) onde S é compacto (ou seja, pode ser limitado por um quadrado suficientemente grande à volta de S) e convexo (qualquer ponto entre uma linha recta que liga dois pontos do conjunto S é um ponto do conjunto S) e ∃ (U1, U2) ∈ S tal que U1 > ξ1 e U2 > ξ2 . B é definido como o conjunto de todos os problemas de negociação. Uma solução do jogo de negociação é uma função f: B → RN tal que f(S, ξ) ∈ S para cada (S, ξ).
Os axiomas nos quais Nash formaliza o problema da negociação são os seguintes:
1. Axioma da Utilidade Esperada (invariância sob transformações afins ): ∀ (S, ξ), ∀ (S’, ξ’), ai>0
S'={s' |s' i=ai.si+bi  ∀ i∈ N}    ⋀    ξ'i=ai.ξi+bi  ∀i∈ N     ⇒    fi(S’, ξ’)=ai fi (S,ξ)+bi, ∀i∈N
Este axioma reflecte a independência das escalas com que os agentes medem os seus níveis de utilidade. Significa isto que, num jogo de negociação, os agentes não comparam níveis de utilidade igualando-as no sentido de obter um “acordo justo”, mas pelo contrário, a solução do jogo de negociação deve ser independente de qualquer escala usada.
2. Simetria: Seja (S, ξ) um conjunto simétrico: ξ1 = ξ2 e [(U1,U2) ∈ S se e só se (U2,U1) ∈ S]. Então, f1(S, ξ) = f2(S, ξ). Este axioma justifica a inclusão de todos os parâmetros tidos como relevantes para a negociação. Se invertermos os eixos nos quais representamos S, a solução deverá ser o par (U2,U1), ou seja, uma solução equivalente à solução original.
3. Independência de alternativas irrelevantes: se T ⊂ S e f(S, ξ) ∈ T, então f(T, ξ) = f(S,d). O axioma da independência de alternativas irrelevantes indica que a solução não deve ser afectada pela escolha de alternativas irrelevantes.
4. Pareto-Optimalidade: Considerando dois pontos x, y ∈ S, se y > x, então f(S, ξ) ≠ x. Na solução, nenhum dos agentes pode aumentar o seu nível de utilidade sem que o nível de utilidade do seu adversário diminua.
Com base nestes quatro axiomas, a única solução f para esta formulação do jogo de negociação é o par (U1,U2), que maximiza o produto W = (x1 - ξ1).(x2 – ξ2),ou seja, f(S, ξ) = arg.max(W)